# Generator Vackářa

Schemat generatora Vackářa zbudowanego na tranzystorze JFET

Generator Vackářa – oscylator zaprojektowany w 1949 przez czeskiego inżyniera Jiří Vackářa będący odmianą generatora Colpittsa i Clappa.
Generator jest efektem prac Vackářa nad zwiększeniem stabilności częstotliwości generatorów fal elektromagnetycznych. Zaproponował, aby w układzie sprzężenia zwrotnego zastosować pojemnościowy dzielnik napięcia; taki układ miał zredukować niechciane pojemności pasożytnicze lamp elektronowych i przyczynić się do poszerzenia pasma generowanych częstotliwości oraz stabilności układu. Generator Vackářa był realizowany w technice lampowej, obecnie – tranzystorowej.